# Морозова (Верхотурський міський округ)
Моро́зова (рос. Морозова) — присілок у складі Верхотурського міського округу Свердловської області.
Населення — 43 особи (2010, 65 у 2002).
Національний склад населення станом на 2002 рік: росіяни — 98 %.